# Rhapsody (traghetto)
Il Rhapsody è un traghetto appartenente alla compagnia di navigazione italiana GNV.

## Servizio
Varato come Napoléon Bonaparte e lungo 172 metri con un pescaggio di 6 metri, è in grado di trasportare 2.460 passeggeri e 706 automobili.
Quando prestava servizio per SNCM, gli fu assegnata la linea di collegamento con la Corsica ma in estate era solita svolgere anche delle minicrociere nel Mediterraneo. Il 29 ottobre 2012, mentre si trovava in sosta nel porto di Marsiglia, a causa del forte vento ruppe gli ormeggi e si schiantò sulla banchina; a causa dell'urto, si aprì uno squarcio nella fiancata di dritta della nave, che iniziò di conseguenza a imbarcare acqua a poppa. Dopo qualche giorno, chiusa provvisoriamente la falla, iniziarono le opere di pompaggio, tanto che il traghetto fu rapidamente stabilizzato.
Il traghetto, uno dei più lussuosi mai costruiti, sembrava inizialmente destinato alla demolizione, pur essendo tuttavia i danni limitati ai ponti che avevano inizialmente imbarcato acqua (sala macchine e altri locali tecnici). Dopo una prima riparazione allo scafo nei Chantier Naval de Marseille, la nave fu riportata in galleggiamento e venne posta in disarmo nel porto di Marsiglia, in attesa di un eventuale acquirente. Per sostituire il Napoléon Bonaparte sulle tratte a lui assegnate, la SNCM raggiunse un'intesa con l'italiana GNV per la locazione del traghetto Excelsior.
Nell'aprile 2014 il Napoléon Bonaparte fu ceduto a titolo definitivo all'italiana SNAV (gruppo MSC dell'armatore italo-svizzero Aponte), per un corrispettivo di circa 7 milioni di euro. Ribattezzato Rhapsody e reimmatricolato a Malta, il traghetto, all'inizio di maggio 2014, è stato trasportato a Napoli, al traino di un rimorchiatore, per le prime riparazioni.
Dopo lunghi lavori ai motori e agli allestimenti interni, eseguiti presso i cantieri "Nuova Meccanica Navale" di Napoli, la mattina del 6 luglio 2015 la Rhapsody è giunta presso il bacino di carenaggio n. 5 del porto di Genova, per completare le riparazioni alla carena, alle prese a mare ed ai metalli. Dall'8 agosto 2015 è finalmente rientrata in servizio, sulla nuova tratta Bari-Durazzo programmata da Grandi Navi Veloci, a quasi tre anni dall'incidente di Marsiglia. In seguito (dicembre 2015) viene spostata temporaneamente sul collegamento tra Genova, Barcellona e Tangeri, presumibilmente fino a maggio.
Nel mese di marzo 2016 la Rhapsody è stata utilizzata quale sede dei lavori e albergo galleggiante per il Crans Montana Forum 2016, svoltosi a Dakhla (Sahara Occidentale - Marocco). La crociera ha toccato i porti di Las Palmas, Dakhla, Casablanca e Tangeri. Successivamente la nave è tornata a collegare Bari e Durazzo.
Nel 2017 viene utilizzata come nave alloggio per il G7 di Taormina, svoltosi nelle giornate del 26 e 27 maggio.
Dal giugno 2017 è in servizio sulla rotta Genova - Porto Torres.
Dal 20 settembre 2017 viene usata come hotel galleggiante per le forze dell'ordine inviate da Madrid al porto di Barcellona, insieme alla Moby Dada prima e alla GNV Azzurra poi.
A gennaio, dopo un periodo di Tanger Med - Barcellona - Genova, la Rhapsody è tornata in Francia nel cantiere navale di Marsiglia per essere preparata come hotel galleggiante a Dakhla, svolgere poi una minicrociera sulle coste Marocchine e subito dopo svolgere un altro servizio di minicrociera tra Italia e Spagna. 
Dopo la stagione estiva 2018 sulla consueta rotta Genova - Porto Torres, a inizio novembre la Rhapsody è partita per il suo primo viaggio transatlantico: il 13 novembre è giunta infatti a Freeport (Bahamas) dove ha trascorso circa tre mesi come hotel galleggiante, noleggiata da Norwegian Cruise Line per il proprio personale tecnico operante a Grand Bahama.  
Dal 3 settembre 2020 al 30 aprile 2021 è stata noleggiata dal Ministero dell'interno per essere utilizzata come nave-quarantena nell'ambito dell'emergenza sbarchi in Sicilia, operando nei porti di Lampedusa, Porto Empedocle, Palermo, Bari e Augusta.
Dalla stagione estiva 2022 è stata inserita da GNV sulla tratta Genova - Olbia.
Dal 12 maggio 2023 prende servizio sulla Genova - Olbia e Genova - Porto Torres per tutta l'estate.
Da novembre 2024 è in disarmo a La Spezia.
Dal 1 febbraio a marzo 2025 in bacino di carenaggio nel porto di Marsiglia. Successivamente torna in disarmo a Napoli.
Torna in servizio servendo la Genova-Olbia